# 高雄市私立新光高級中學
新光學校財團法人高雄市新光高級中學是一所位於高雄市大寮區的私立高級中學，亦是高雄唯一有寵物經營科的學校。

## 校史
創立於1963年，當時校名為樂育高中。歷任校長有王清居、黃隆正、趙錦堂等。
樂育高中於2009年申請更名，於2011年正式更名為新光學校財團法人高雄市新光高級中學，首任校長為洪進來。
現設有高中部普通科，高職部設有美容科、餐飲科、資料處理科、音樂科、表演藝術科。進修學校設有資料處理科、美容科、餐飲科。
實用技能班設有寵物經營科、表演藝術科。新光高中寵物經營科是全國高中職最早設有寵物經營相關課程的科系學校。

## 外部連結
- 新光高級中學網站 （页面存档备份，存于）